# Nicodamidae
Nicodamidae zijn een familie van spinnen. De familie telt 9 beschreven geslachten en 29 soorten.

## Geslachten
- Ambicodamus Harvey, 1995
- Dimidamus Harvey, 1995
- Durodamus Harvey, 1995
- Litodamus Harvey, 1995
- Nicodamus Simon, 1887
- Novodamus Harvey, 1995
- Oncodamus Harvey, 1995

## Taxonomie
Voor een overzicht van de geslachten en soorten behorende tot de familie zie de lijst van Nicodamidae.